# Concejo abierto
Concejo abierto (spanska, ungefär ”öppen kommunledning/öppet råd”) är ett gammalt system i Spanien enligt vilket mindre kommuner och mindre områden som inte når upp till tillräckligt antal invånare styrs av en kommunledning bildad vid ett sammankallat möte av invånarna.
Systemet har sina anor från de råd (concejos) som var det politiska system som användes på medeltiden i de kristna områdena på Iberiska halvön, där grannarna organiserade sig i en suverän samling där gemensamma beslut kunde fattas, inklusive gemensam användning av ängar, skogar och sluttningar för boskap och jordbruksändamål, bevattning och utnyttjande av gemensamma nyttigheter som kvarn, ugn eller saltbrunn, men också tjänstgöra som rättsorgan.
Denna form av folkligt självstyre är typisk för städer, byar, och mindre samhällen, och uppkom under 800-talet efter visigoternas sammanbrott och kom att fungera fullt ut i de kristna områdena i norr fram till det 1200-talet, då de olika kungadömena, förstärkta med erövringarna i söder, började införa sin egen lagstiftning. "Concejo" var nära kopplat till de gemensamt ägda fälten och skogarna. Det kom gradvis att förlora sin funktion och autonomi och försvann från de större och medelstora städerna, till sin kvarvarande minimala nuvarande existens.